# 청송 찬경루
청송 찬경루(靑松 讚慶樓)는 대한민국 경상북도 청송군 청송읍 소현공원에 있는 조선시대의 정자 건축물이다.
1984년 12월 29일 경상북도의 유형문화재 제183호로 지정되었으며, 2019년 12월 30일 대한민국의 보물 제2049호로 지정되었다.

## 개요
조선 세종 10년(1428)에 부사 하담이 자연적으로 생긴 암반 위에 지은 건물로 세종대왕의 아들 8명이 외가인 청송 심씨의 시조 심홍부 선생을 위해 지은 집이다. 숙종 14년(1688) 수리하였고 화재로 타버린 것을 정조 16년(1792)에 다시 세웠다고 한다. 지금 있는 건물은 그 뒤로도 여러 번 수리한 것이다.
찬경루에 대한 기록에 의하면 이 누각에서 세종의 부인인 소헌왕후 심씨의 시조묘를 바라보며 우러러 찬미한다는 뜻에서 '찬경루'라 하였다고 한다.
앞면 4칸·옆면 4칸인 2층의 누각 건물로 '송백강릉(松栢岡陵)'이라 쓴 현판은 안평대군이 직접 쓴 글씨이다.

## 보물 지정 사유
「청송 찬경루」는 청송 군수 하담이 1428년 객사와 함께 이에 부속된 관영 누각으로 처음 건립하였고 청송이 당시 왕비였던 소헌왕후와 그의 가문 청송심씨의 관향임을 들어 관찰사 홍여방이 그 은덕을 찬미하며 찬경루라 이름 지었다. 이 후 1792년 청송 군내 큰 화재로 인해 불에 타 버린 것을 그 이듬 해 중건하였는데 지금의 누는 이 당시 중건된 것이다.
찬경루는 자연 암반을 깎거나 다듬지 않고 피하지도 않으며 암반위에 독특하게 입지하고 있는데, 이러한 유형은 강릉 경포대에서 최고를 이루며 삼척 죽서루에서도 볼 수 있다.
온돌방 바로 앞에 마루 바닥을 한단 높게 한 것은 연회 행사 시 의전상의 고려인 것으로 보이며, 이와 같이 제례와 배석의 위계 부여를 목적으로 마루 바닥에 높이 차이를 둔 사례는 거창 동계종택(국가민속문화재 제205호)과 경복궁 경회루(국보 제224호) 등에서 나타나고 있지만 현존 객사 부속 누각에서는 찬경루가 유일하다.
또한 누각으로서 온돌이 만들어져 있는 것은 다른 누각에서는 볼 수 없는 드문 사례이며, 가구법에서도 내부에 기둥이 있고 내부기둥에서 대들보(대량)와 툇보(퇴량)가 같은 높이에서 걸리는 5량가 라는 것도 다른 건물에서는 볼 수 없는 희소한 사례이다.
- 5량가: 서까래를 받치는 부재인 도리가 다섯줄로 걸리는 가구형식

기둥 상부의 날카롭게 치목된 이익공 포작 및 대량과 퇴량이 만나는 형식, 충량의 결구와 지붕의 구성 등은 조선 후기 양식을 잘 나타내 주는 것으로 1793년 누각이 중건될 당시의 형식을 잘 유지하고 있으며 보존 상태 또한 양호하다.
- 대량(대들보): 앞뒤 중간 기둥에 걸쳐서 지붕의 무게를 받치는 가장 큰 들보
- 퇴량(退樑): 퇴칸에서 고주와 외진평주를 연결하는 보. 툇보라고도 함.
- 충량(衝樑): 한쪽은 대들보에 걸리고 반대쪽은 측면 평주에 걸리는 대들보와 직각을 이루는 보

따라서 찬경루는 건축과 관련된 풍부한 창건 및 중건 기록, 관영 누각으로서의 기능에 부합되고 정체성을 잘 표현하고 있는 평면 구성, 조선 후기 양식을 잘 표현하고 있는 가구 양식 등을 고려할 때 국가지정문화재(보물)로 지정할 만한 역사적, 예술적, 학술적 가치가 뛰어나다.

## 참고 문헌
- 청송 찬경루 - 국가유산청 국가유산포털